# (2849) Shklovskij
(2849) Shklovskij es un asteroide perteneciente al cinturón de asteroides, descubierto el 1 de abril de 1976 por Nikolái Stepánovich Chernyj desde el Observatorio Astrofísico de Crimea (República de Crimea).

## Designación y nombre
Designado provisionalmente como 1976 GN3. Fue nombrado Shklovskij en honor al radioastrónomo ruso Iosif Samuiloviĉ Ŝklovscij.